# Сельское поселение Долаково
Се́льское поселе́ние Долаково — муниципальное образование в Назрановском районе Ингушетии Российской Федерации.
Административный центр — село Долаково.

## История
Статус и границы сельского поселения установлены Законом Республики Ингушетия от 23 февраля 2009 года № 5-рз «Об установлении границ муниципальных образований Республики Ингушетия и наделении их статусом сельского поселения, муниципального района и городского округа»

## Население
| 2010  | 2012  | 2013  | 2014  | 2015  | 2016  | 2017  |
| ----- | ----- | ----- | ----- | ----- | ----- | ----- |
| 6615  | ↗6788 | ↘6715 | ↗7029 | ↗7193 | ↗7205 | ↘6992 |
| 2018  | 2019  | 2020  | 2021  | 2023  | 2024  | 2025  |
| ↗7268 | ↗7416 | ↗7525 | ↘7090 | ↗7226 | ↗7334 | ↗7447 |

## Состав сельского поселения
| № | Населённый пункт | Тип населённого пункта       | Население |
| - | ---------------- | ---------------------------- | --------- |
| 1 | Гейрбек-Юрт      | село                         | ↗278      |
| 2 | Долаково         | село, административный центр | ↗7056     |